# Shigeru Miyamoto

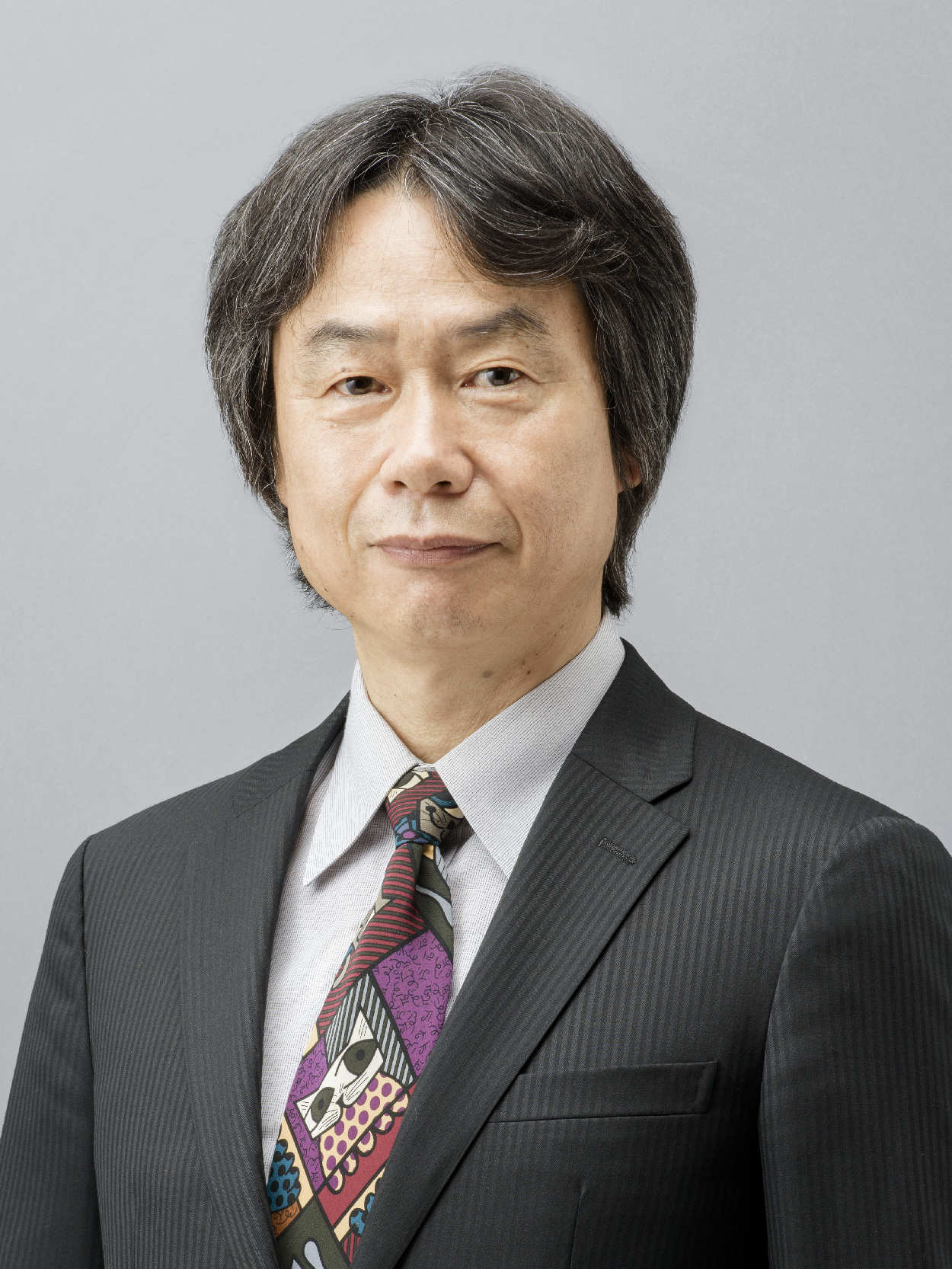
Shigeru Miyamoto (2019)

Shigeru Miyamoto (jap. 宮本 茂, Miyamoto Shigeru, * 16. November 1952 in Sonobe (heute: Nantan), Präfektur Kyōto, Japan) ist ein japanischer Entwickler, Designer und Kreativdirektor. Weltweit bekannte Spielreihen wie Super Mario, Donkey Kong, The Legend of Zelda, Star Fox und Pikmin entstammen seiner Schöpfung und prägten die Identität des Nintendo-Konzerns, für den er seit 1977 bis heute tätig ist.
Miyamoto begann sein Werk mit der Herstellung von Automatenspielen für amerikanische Spielhallen, bis Nintendo mit seinem Famicom (im Westen als Nintendo Entertainment System vermarktet) in den Konsolenmarkt einstieg. Im Verlauf des Aufstiegs Nintendos zum Weltkonzern wurde Miyamoto für den Konzern einer der wichtigsten kreativen Mitarbeiter und leitenden Entwickler.
Die Schöpfungen Miyamotos zeichnen sich durch ihre Einflüsse aus Miyamotos Jugenderfahrungen sowie Naturbeobachtungen aus. Sie referenzieren Themen sowohl aus klassischen Heldendramen, europäischer und fernöstlicher Mystik als auch der Popkultur und interpretieren naturwissenschaftliche Beobachtungen für familienfreundliche Unterhaltungsprodukte. Für sein Werk erhielt Miyamoto mehrere Auszeichnungen.
Bis zu ihrer Auflösung im Jahr 2015 war Miyamoto General Manager von Nintendos Hauptentwicklungsabteilung Nintendo Entertainment Analysis & Development. In dieser Position überwachte er den Großteil der internen Spieleentwicklung. Darüber hinaus war er bei vielen Nintendo-Spielen als Produzent oder in beratender Funktion tätig. Nach Satoru Iwatas Tod war er vom 11. Juli 2015 bis zum 16. September 2015 gemeinsam mit Gen’yō Takeda übergangsweise Geschäftsführer von Nintendo. Am 16. September 2015 wurde er offizieller Creative Fellow von Nintendo; eine Rolle, die der Konzern für ihn geschaffen hat.
Miyamoto lebt mit seiner Frau und seinen Kindern in seiner Geburtsstadt Nantan, wie schon seine Familie seit fünf Generationen zuvor.

## Leben

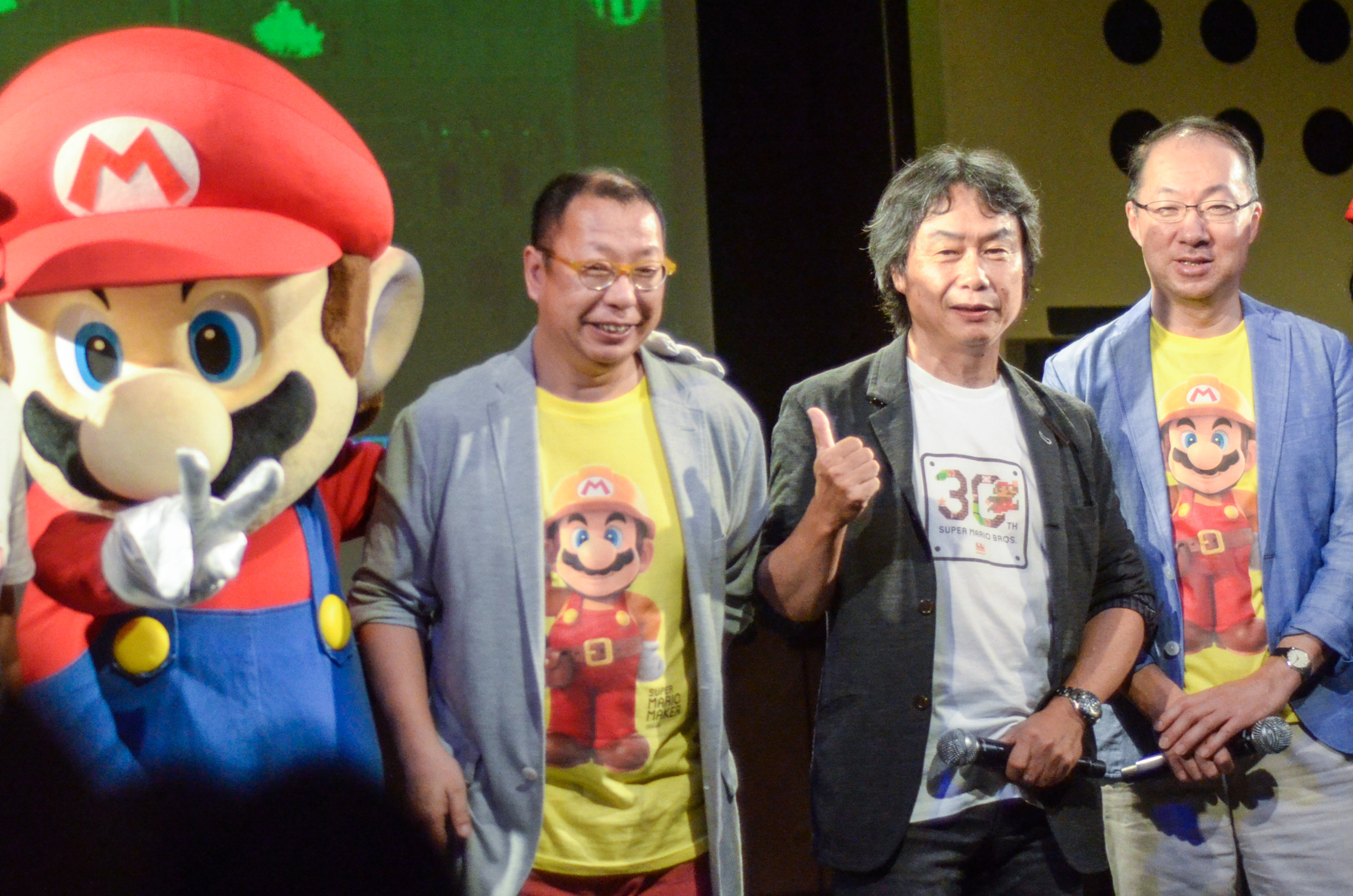
Shigeru Miyamoto (Mitte) mit Takashi Tezuka (links) und Kōji Kondō (rechts) am 13. September 2015

### Überblick
Nach seinem Studium an der Hochschule für Kunsthandwerk Kanazawa trat Miyamoto 1977 in das Unternehmen Nintendo ein. Seine erste Aufgabe war das Gehäuse-Design für zwei TV-Spiele: Racing 112 (Verkaufsstart 1978, カラーテレビゲーム レーシング112), eine Autofahrsimulation, und Block Kuzushi (1979, カラーテレビゲーム ブロック崩し), eine Sammlung verschiedener Breakout-Varianten.
Im Auftrag von Gunpei Yokois Nintendo-Abteilung R&D1 gestaltete Miyamoto Bildschirm-Figuren für Arcade-Automaten. Zunächst für Space Fever (1979), einen Space-Invaders-Klon, und nachfolgend für Sheriff (1979) und Space Firebird (1980). Für Sheriff und einen weiteren Automaten, Radar Scope (1980), gestaltete Miyamoto das Artwork für die Gehäuse.
Nach diesen ersten Pflichtaufgaben begann er mit der Umsetzung eines Popeye-Automaten, der jedoch aufgrund von Lizenzproblemen erst später erschien. Zuvor wurde das Automatenspiel Donkey Kong fertiggestellt, mit dem Miyamoto den Durchbruch schaffte. Seine Figur Mario (damals noch Jumpman genannt) wurde zum weltweit beliebten Klassiker und zum Maskottchen des Nintendo-Konzerns. Mit Mario machte er „Nintendo vom kriselnden Übernahmekandidaten zum zeitweilig größten Computerspielekonzern der Welt“. Auch zahlreiche weitere bekannte Nintendo-Figuren stammen von ihm, z. B. Link aus der Spielserie The Legend of Zelda.
Im Jahr 1998 wurde Miyamoto als erstes Mitglied in die Academy of Interactive Arts and Sciences’ Hall of Fame aufgenommen und im März 2006 erhielt er den französischen Kulturorden Ordre des Arts et des Lettres für seine Verdienste um die Spieleprogrammierung. Im Rahmen der Game Developers Conference 2007 wurde ihm der Lifetime Achievement Award für sein Lebenswerk verliehen. Die Internetplattform IGN setzte Miyamoto auf Platz 1 der Top 100 Game Creators of all Time. Die Plattform GameTrailers wählte Miyamoto auf Platz 1 der Top Ten Game Creators. Anfang 2010 wurde er im Rahmen des 13. Japan Media Arts Festivals ein weiteres Mal für sein Lebenswerk ausgezeichnet. Im selben Jahr erhielt er zudem den BAFTA Fellowship Award der British Academy of Film and Television Arts für sein Lebenswerk.
Heute entwickelt er nicht mehr selbst, sondern ist leitender Verantwortlicher bei vielen großen Projekten von Nintendo. Auch in dieser Position schuf er neue Spiele für Nintendo, wie beispielsweise Pikmin. Es ist bekannt, dass Miyamoto in der Entwicklung von Pikmin 3 und Splatoon für die Wii U sowie Luigi’s Mansion 2 für den Nintendo 3DS involviert war.
Miyamoto wurde der Prinz-von-Asturien-Preis 2012 in der Rubrik „Kommunikation und Humanwissenschaften“ (comunicación y humanidades) zugesprochen. 2019 wurde er vom japanischen Kultusministerium zur Person mit besonderen kulturellen Verdiensten ernannt.

### 1952–1980
Shigeru Miyamoto wurde am 16. November 1952 in der Stadt Sonobe (heute Nantan) in Kyoto in Japan geboren. Seine Familie lebte dort seit fünf Generationen. Als Kind erkundete er gern die Umgebung seiner Stadt. Viele seiner Kindheitserfahrungen aus dieser Zeit beeinflussten sein Werk und die Übersetzung von Naturbeobachtungen in interaktive Erfahrungen und Produkte sollte später seinen kreativen Stil prägen. In Kyoto gab es eine Höhle, die Miyamoto zwar häufig besuchte, aber lange nicht den Mut aufbrachte, sie zu betreten. Als er die Höhle eines Tages mit einer Laterne in der Hand doch betreten hatte, wurde diese Erfahrung später zu einem bestimmenden Einfluss für die The-Legend-of-Zelda-Reihe.
Als Kind übte er sich im Zeichnen, Malen, Baseballspielen und Puppenspielen. Miyamotos Familie hatte weder Auto noch Fernseher. Nur selten im Jahr fuhr er mit seiner Familie mit dem Zug in die Stadt Kyoto, um ins Kino zu gehen, wo er auch Filme von Walt Disney sah. 1963, als Miyamoto elf Jahre alt war, kaufte sein Vater schließlich einen Fernseher. Bald darauf wurde Miyamoto ein großer Fan japanischer Zeichentrickfilme. In der Mittelschule begann er, sich mit Manga zu beschäftigen und trat in der High School einem Manga-Club bei. Nach einer Weile zog seine Familie in die Stadt Kyoto.
Miyamoto strebte seitdem an, ein Künstler zu werden. Er besuchte das Kanazawa Munici College of Industrial Art & Design, eine Kunstschule in Kanazawa. Er war wohl kein sehr guter Schüler, interessierte sich für das Banjo, gründete mit Klassenkameraden eine Band und trat an zahlreichen Orten in Japan auf. Einige seiner musikalischen Inspirationen waren The Beatles, The Nitty Gritty Dirt Band und Doc Watson.
Nach fünf Jahren schloss Miyamoto schließlich die Kunstschule mit einem Bachelor-Abschluss in industrieller Kunst und Design ab und wurde 1977 von Nintendo zu einem Vorstellungsgespräch eingeladen. Hiroshi Yamauchi, der Präsident von Nintendo, war ein Freund von Miyamotos Vater. Deswegen konnte Miyamoto bei ihm vorsprechen und präsentierte bei dieser Gelegenheit einige einfache Spielzeugideen, wie eine dreiseitige Wippe, Kleiderbügel für Kinder mit Tiermotiven (in Form von Vögeln und Elefanten) und eine für den Einsatz in einem Vergnügungspark konzipierte Uhr.
Miyamoto wurde als Konzeptkünstler eingestellt und sollte neue Produkte entwickeln. Ihn überzeugte die große Auswahl der Produkte, das Stellenangebot bei Nintendo anzunehmen. Er dachte, dass „sie mich tun lassen, was ich will“.
Sein erstes Projekt war die Gestaltung der Gehäuse für Color TV Racing 112 und ein Blockbuster Color TV-Spiel. Miyamoto wollte ein besseres Gehäuse machen als das, was in Color TV Game 6 und Color TV Game 15 verfügbar war. Er baute ein Lenkrad in das Rennspiel ein und machte die Hardware für den Blockbuster-Titel zugänglicher. Danach erstellte Miyamoto die Charakterdesigns für das Arcade-Spiel Space Fever, einen Klon von Space Invaders. In Japan war der Arcade-Automat Space Invaders sehr beliebt und die Nachfrage hoch, so dass Nintendo eine eigene, nahezu identische Version des Spiels entwickelte. Ähnlich ging Nintendo bei den Spielen Sheriff (1979) und Space Firebird (1980) vor.

### 1980–1984
Nintendo interessierte sich schon seit einiger Zeit für den Videospielmarkt und hatte mit mäßigem Erfolg mittelmäßige Spiele geschaffen, meist Klone anderer Titel. Nintendo wollte nach Nordamerika expandieren und eröffnete eine Niederlassung, Nintendo of America in New York, die später nach Redmond, nahe Seattle in Washington, umzog, wo auch Microsoft seinen Sitz hatte. Am Anfang waren es weniger als zehn Mitarbeiter. Nintendo in Japan beauftragte eine seiner Abteilungen, ein Spiel zu entwickeln, das in Nordamerika erfolgreich sein würde. Das Ergebnis war Radar Scope, ein Arcade-Titel. Miyamoto arbeitete am Gehäuse der Arcade-Einheit und den Designs, die auf der Hardware erschienen.
In Nordamerika traf eine Lieferung von dreitausend Radar Scope-Geräten nach etwa vier Monaten auf See ein. Doch das Spiel galt schon als veraltet, und es wurden nur eintausend Stück verkauft. Minoru Arakawa, der Präsident der amerikanischen Niederlassung, bat deshalb Hiroshi Yamauchi, ein Spiel zu entwickeln, das in den übrig gebliebenen Radar Scope-Geräten installiert werden könnte.
Yamauchi beauftragte Shigeru Miyamoto, der keinerlei Erfahrung im Bereich Spieledesign hatte. Er brauchte Hilfe und wandte sich an den Nintendo-Veteranen Gunpei Yokoi, einen sachkundigen Mann, der im Videospieldesign versiert war und das Game-&-Watch-Franchise fast im Alleingang kreierte und später den Game Boy erfinden würde, der zum ikonischen Sinnbild der 90er Jahre werden sollte. Yokoi brachte Miyamoto alles bei, was er wusste. Die Absicht von Yamauchi war lediglich, dass Miyamoto Radar Scope verbessern sollte, damit die übrig gebliebene, damals sehr teure Hardware in Amerika doch noch verkauft werden konnte.
Miyamoto, beeinflusst von seinen früheren Aktivitäten im Puppentheater, hatte sich immer gefragt, warum Videospiele keine Handlung haben, und hatte das Gefühl, dass es hier ein Potenzial für fesselnde Geschichten gab. Er sah sich einige seiner Lieblingsfilme als Inspiration an und wollte unbedingt ein Popeye-Spiel kreieren. Nintendo bekam jedoch keine Lizenz vom Rechteinhaber, also erstellte Miyamoto seine eigenen Charaktere.
Die in seinem Spiel enthaltenen Charaktere orientierten sich an Popeye, ebenso die Beziehungen zwischen ihnen. Olive wurde durch Lady ersetzt, die spätere Pauline; Bluto durch Donkey Kong und Popeye durch Mario, den ursprünglichen Jumpman. Als Nächstes entwickelte Miyamoto die Handlung des Spiels, die zum Teil an King Kong angelehnt ist.
In der endgültigen Version entkommt Donkey Kong den Fängen seines Meisters, entführt seine Freundin und klettert auf einer Baustelle auf die Spitze einer Reihe von Trägern. Mario zieht los, um seine Freundin zu retten und wird mit einer Reihe von Fässern beworfen, die Donkey Kong die Träger hinunter wirft. Mario hüpft mit seinen fantastischen Sprungkräften über die Fässer und benutzt Hämmer, um sie zu zerstören. Im Laufe des Spiels stellen sich Mario neue Hindernisse in den Weg. Nachdem Mario ganz oben angekommen ist, lässt er die Plattform von Donkey Kong einstürzen und rettet Pauline.
Donkey Kong gehört zu den ersten Titeln, die mehrere Phasen umfassten und einige aufwändige Zwischensequenzen enthielten. Miyamoto komponierte den Soundtrack.
Zwei Radar Scope-Geräte wurden umgebaut und zwei Bars in der Region Seattle überzeugt, sie aufzustellen, um den Markt zu testen. Innerhalb weniger Tage zeigte sich der Erfolg. Jetzt wurden die restlichen der zweitausend Geräte umgebaut. Das Spiel fand reißenden Absatz, und Nintendo konnte der Nachfrage aus den USA kaum noch Herr werden. Shigeru Miyamotos erste Arbeit als Spieledesigner erwies sich als großer Erfolg.
Mit dem Erfolg stieg die Nachfrage nach einer Fortsetzung, die Miyamoto entwickeln sollte. In dem neuen Spiel sollte der spielbare Charakter Donkey Kong selbst sein. Miyamoto schuf einen kleineren Affen namens Donkey Kong Jr., der Sohn von Donkey Kong. In dem neuen Spiel mit dem Titel Donkey Kong Jr. kletterte das Äffchen auf verschiedene Lianen, um seinen Vater zu retten, der von Mario in ein Gefängnis gesteckt wurde.

„Ein Held für die einen ist ein Bösewicht für die anderen.“

Später folgte eine weitere Fortsetzung, Donkey Kong 3.
Nach dem Erfolg der Serie konzentrierte sich Miyamoto wieder auf Mario und schuf das Arcade-Spiel Mario Bros. mit Marios Zwillingsbruder Luigi. Ein Mitarbeiter von Nintendo of America bemerkte, dass Mario einem Klempner ähnlich sah, also änderte Miyamoto seinen Beruf und verlegte das Spiel in die Kanalisation von Brooklyn. Das Spiel war wie Donkey Kong und Donkey Kong Jr. ein Plattformspiel, aber mehrspielerfähig. Die Spieler sammelten Münzen und bekämpften verschiedene Arten von Feinden. Alle Spieler im Multiplayer-Modus hatten das gemeinsame Ziel, so viele Münzen wie möglich zu sammeln. Auch dieses Spiel hatte großen Erfolg und veranlasste Yamauchi, Miyamoto eine neue Position zuzuweisen, in der er eine ganze Spieleabteilung kontrollierte. Die Abteilung sollte Spiele speziell für den Famicom entwickeln, das ein Jahr zuvor herausgekommen war. In dieser Zeit brach in Nordamerika der Arcade- und Videospielmarkt zusammen, was der Nintendo-Konzern auch dank des Einfallsreichtums von Miyamoto überlebte.

### 1984–1990
Das erste Spiel, an dem Miyamoto 1984 für das Famicom arbeitete, war Devil World, ein Pac-Man-ähnliches Spiel, das aufgrund religiöser Darstellungen, nicht in den USA (dafür allerdings in Europa) veröffentlicht wurde. Anschließend war er als Designer bei Excitebike tätig.
Danach entwickelte Miyamoto Super Mario Bros. Mit dem Klempner aus Donkey Kong und Mario Bros. war dieser neue Titel ein scrollender Plattformer, der 32 Level enthielt, mit verschiedenen Feinden und einem Boss namens Bowser, der sich als einer der bekanntesten Antagonisten der Branche erweisen würde.
Super Mario Bros. wurde sehr populär und gelangte zusammen mit dem Famicom, der im Westen als Nintendo Entertainment System vermarktet wurde, in die Haushalte von 40 Millionen Menschen weltweit. Die neue Konsole von Nintendo, die ab 1985 in den USA und ab 1986 in Europa verkauft wurde, konnte im Westen die Krise des Videospielmarktes beenden. Miyamoto wurde zu einem Begriff in der modernen Popkultur. Direkt nach Super Mario Bros. führte Miyamoto Regie bei der Fortsetzung Super Mario Bros. 2, die in westlichen Ländern als Super Mario Bros.: The Lost Levels bekannt ist. Das Spiel wurde Jahre später, bis zur Veröffentlichung von Super Mario All-Stars nie in Amerika oder Europa veröffentlicht.
Eine neue Spielidee von Miyamoto handelte von einem jungen Helden mit einem Schwert, einer Prinzessin in Not und einem antagonistischen Wildschwein. Ursprünglich für das Famicom Disk System entwickelt und später auch für Amerika und Europa auf das Nintendo Entertainment System portiert, wurde das Spiel von Ereignissen inspiriert, die Miyamoto als Kind erlebt hatte. Das Spiel lehnt sich an die persönlichen Jugenderlebnisse Miyamotos an, als er ohne Karte durch eine fremde Gegend reiste und das Gebiet so für sich entdeckte. Eine labyrinthartige Struktur in der Nähe seines Hauses oder neue Orte zu finden, wie die erwähnte Höhle oder einen See beim Wandern, bereitete Miyamoto Freude, die er in sein Spiel einfließen ließ. In der Entwicklung dieses Spiels hatte er mehr Rollen ausgefüllt als in jedem anderen, darunter Regisseur, Produzent und Designer. The Legend of Zelda war das erste Spielmodul, das sich über eine Million Mal verkaufte.
Miyamoto war außerdem an Spielen wie Dream Factory: Doki Doki Panic, in Amerika als Super Mario Bros. 2 bekannt, und dem preisgekrönten Ice Hockey beteiligt. Anschließend arbeitete er an einer Fortsetzung seines Zelda-Spiels, Zelda II: The Adventure of Link, den er als Sidescroller gestaltete. Er war ebenfalls der Produzent für das NES-Spiel Mother, das im Westen später als Earthbound Beginnings veröffentlicht wurde. Er war Regisseur im letzten Super Mario Bros.-Spiel für das NES mit dem Titel Super Mario Bros. 3, das bis heute als eines der besten Spiele der Serie gilt und vorübergehend zum meistverkauften Spielmodul wurde. Miyamoto sagte, dass er bei der Entwicklung mit so viel Stress fertig werden musste, dass er schreckliche Herzprobleme bekam.

### 1990–1996
1990 veröffentlichte Nintendo das Super Famicom als Nachfolger des NES und holte sich die Hilfe von Miyamoto und seinem Team, um neun Spiele zum Start der Konsole zu entwickeln. Mit über 95 Mitarbeitern wurde zunächst an drei Spielen gearbeitet, von denen eines der Konsole beigelegt wurde, wie zuvor Super Mario Bros. für das NES. Das Bundle-Spiel für den Super Nintendo wurde der neue Mario-Titel, der Super Mario World hieß. Obwohl der Game Boy bereits im Vorjahr veröffentlicht worden war, produzierte Miyamoto daher erst 1992 ein Spiel dafür.
Super Mario World wurde nicht wie die vorherigen Mario-Spiele von Miyamoto inszeniert, sondern von Serienveteran Takashi Tezuka, der eine herausragende Rolle bei der Entwicklung der Serie gespielt hatte, seit bei Super Mario Bros. Miyamoto die Rolle des Produzenten einnahm. Sechzehn Leute haben an Super Mario World gearbeitet. Bemerkenswert ist die Einführung der Figur Yoshi, einen grünen Dinosaurier mit einem Sattel, die Miyamoto bereits in ein früheres Mario-Spiel aufnehmen wollte, was aber aufgrund technischer Einschränkungen nicht möglich war. Mit den begrenzten Möglichkeiten der 8-Bit-Hardware der Arcades und des NES konnten zwei „befreundete“ Sprites, also voneinander unabhängige Spielfiguren ohne Kollision, nicht zu einem größeren Sprite kombiniert werden, der dann statt von der Software vom Spieler als eigenständige Figur kontrolliert werden konnte. Für Yoshi kam dann mit der 16-Bit-Hardware des Super Nintendos endlich der Befreiungsschlag.

„Wir wollten, dass Mario auf einem Dinosaurier reitet, seit wir das Original Super Mario Bros. hatten, aber es war damals technisch unmöglich. Mit dem Super NES konnten wir endlich Yoshi vom Reißbrett holen.“

Weitere Spiele, die Miyamoto schuf, waren F-Zero, ein futuristisches Rennspiel, und Pilotwings, ein Flugsimulator. Beide Spiele sollten von den neuen Möglichkeiten des SNES, insbesondere dem Grafikmodus Mode 7, ausgiebig Gebrauch machen.
Diese Spieletitel zeigten, dass Miyamoto sich an das neue Konsolenformat anpassen und die neuen technischen Möglichkeiten für seine Ideen nutzen konnte. Sie wurden von der Kritik gefeiert und waren auch kommerziell erfolgreich.
Miyamoto bekam die Gelegenheit, seine Zelda-Reihe mit dem dritten Spiel The Legend of Zelda: A Link to the Past fortzusetzen. Das Spiel, bei dem Miyamoto als Produzent fungierte, kehrte mit der isometrischen Vogelperspektive zu den Wurzeln der Serie zurück. Das Spiel bot nicht nur eine neue Farbvielfalt und eine detailliertere Grafik mit verbesserten Effekten, sondern auch mehr Gegner zur gleichen Zeit und einen Soundtrack, der mit einem Orchester aufgenommen und gesampelt wurde, statt rein elektronisch erzeugt zu werden. Anschließend arbeitete Miyamoto an Super Mario Kart, einem Mehrspieler-Rennspiel mit den Mario-Figuren. Nach den Erfolgen beider Spiele arbeitete Miyamoto an seinem ersten Handheld-Titel Wave Race für den Game Boy. Seine Zelda-Reihe konnte er für das Handheld mit The Legend of Zelda: Link’s Awakening, dem ersten Game-Boy-Spiel der Reihe, fortsetzen. Dieses Spiel erschien 1998 noch einmal für den Game Boy Color in einer überarbeiteten Farbversion mit einem eigenen Level, das man nur auf dem Game Boy Color erfolgreich betreten konnte, sowie 2019 in einer weiteren überarbeiteten 3D-Fassung für die Nintendo Switch, an der Miyamoto bis auf eine Idee für vom Spieler selbst gebaute Dungeons nicht beteiligt war. In der Fassung von 1998 bot das Spiel die Möglichkeit, Fotos mit Spielszenen auf dem Game Boy Printer auszudrucken.
Sein nächstes Spiel testete die technischen Grenzen des SNES, da zum konsoleneigenen Mode 7-Grafikmodus nun auch erstmals Polygongrafik aus dem Spielmodul kommen sollten. Für die Einbußen beim Speicherplatz und einen höheren Preis im Vergleich zu CD-ROMs konnten Spielmodule bei einem fortgeschrittenen Konsolendesign mit Hardwareerweiterungen für die Konsole ausgestattet werden. So erhielt schon zuvor Miyamotos The Legend of Zelda: A Link to the Past die Funktion, den Spielstand auf dem Modul zu speichern, der auch erhalten blieb, wenn das Modul nicht in der Konsole eingelegt war. Der europäische Entwickler Argonaut Software entwickelte einen Koprozessor für den SNES, der im Spielmodul 3D-Grafik erzeugen konnte – den Super-FX-Chip.
Zusammen mit Argonaut Software entwickelte Miyamoto Star Fox, das in Europa wegen Problemen mit dem Urheberrecht Starwing ~ Lylat Wars genannt werden musste. Das Spiel verwendete die polygonale Grafik aus dem Super-FX-Chip und überraschte damit Spieler und Fachpresse. Es war eine der ersten Kooperationen zwischen einem östlichen und einem westlichen Entwickler. Die Entwicklung verlief nicht reibungslos.
Argonauts Version des Spiels wurde Miyamoto vorgestellt. Das Entwicklerteam hatte offensichtlich keinen Spieledesigner, sondern nur Programmierer, die großartig aussehende Grafik schaffen konnten. Also wurde Nintendo EAD in der Kyoto-Zentrale damit beauftragt, das Spiel zu überarbeiten. Doch auch der nächste Prototyp beeindruckte Miyamoto nicht. Er beauftragte einen Entwickler, der gerade ein Rail-Shooter-Spiel schrieb, das in einem Tunnel gespielt wurde und dessen Konzept Miyamoto ansprechend fand. Das Team entwickelte ein neues Spiel nach dem Design von Shigeru Miyamoto und Katsuya Eguchi. Das Fehlen interessanter Charaktere oder einer Handlung war für Miyamoto nicht zufriedenstellend, da es ohne eine Geschichte an Anreizen mangelte, das Spiel über das Fliegen und Schießen hinaus zu spielen. Um dieses Problem zu lösen, bediente er sich seines Skizzenbuchs und schuf ein Universum, konnte sich aber nicht für einen Naturhelden entscheiden, um das Gefühl einer epischen Weltraumsaga nach dem Vorbild von Star Wars zu vermitteln. Zu den in Betracht gezogenen Namen gehörten „Star Wolf“, „Star Sheep“, „Star Fox“, „Star Sparrow“ und „Star Hawk“. Miyamoto entschied sich schließlich für einen Fuchs als Hauptfigur, nachdem er Fushimi Inari-taisha in Kyoto besucht hatte, den Hauptschrein von Inari, einem japanischen Kami, der mit Füchsen in Verbindung gebracht wird. Inari wird als flugfähig dargestellt und seine Schreine, insbesondere der in Kyoto, sind von roten Bögen (Torii) umgeben. Das brachte Miyamoto auf die Idee eines Fuchses, der durch Bögen fliegen kann. Fox' Gesicht wurde dem von Inari nachempfunden und trägt normalerweise einen roten Rollkragenpullover oder roten Schal um den Hals.
Miyamoto erklärte, dass er immer geplant hatte, das englische Wort „Fuchs“ anstelle des japanischen Wortes „Kitsune“ (キツネ) zu verwenden; demnach hat Fox McCloud keinen japanischen Namen. Die Persönlichkeit von Fox McCloud soll stark auf der Persönlichkeit von Shigeru Miyamoto basieren, wobei der Nachname „McCloud“ von Dylan Cuthbert, einem Mitglied des Argonaut-Teams, vorgeschlagen wurde. Miyamoto wünschte sich für die Star-Fox-Serie Tierfiguren in den Hauptrollen, da er keine konventionellen Science-Fiction-Geschichten mit Menschen, Robotern, Monstern und Superhelden erzählen wollte. Die anderen Charaktere wurde von Takaya Imamura entworfen. Er ließ sich von japanischer Folklore inspirieren und fügte einen Vogel und ein Kaninchen als weitere Protagonisten hinzu; außerdem eine Kröte, inspiriert durch das persönliche Maskottchen eines Nintendo-Mitarbeiters.
Als weitere Reminiszenz an seine Jugendzeit schuf Miyamoto mehrere Puppen und fotografierte sie, um damit das Cover des Star-Fox-Spiels zu gestalten. Miyamoto war ein Fan englischer Puppendramen wie Thunderbirds, was ihn auf die Idee brachte, dass das Cover des Spiels mit Puppen gestaltet werden sollte. Die Puppen waren die sechs primären Star-Fox-Charaktere, die sowohl Miyamoto als auch Imamura geschaffen haben. Die Musik wurde von Hajime Hirasawa komponiert. Das Spiel wurde allein in den USA innerhalb weniger Tage über eine Million Mal verkauft. Auch in Europa war das Spiel sehr erfolgreich und veranlasste Nintendo, die (bis dahin japanisch- und englischsprachigen) Spiele für den europäischen Markt nicht mehr über die USA zu vermarkten, sondern eine eigene Niederlassung Nintendo of Europe zu gründen, von der aus Spiele für den europäischen Markt lokalisiert werden konnten. Die Wahl des Standorts für die neue Niederlassung fiel auf Großostheim in Deutschland.
Als Star Fox erschien, löste Nintendo eine Partnerschaft mit Philips über die Herstellung eines Hardware-Zubehörs für das SNES auf. Nintendo beabsichtigte seit 1989, Spiele für seine Konsolen auf CD-ROM zu veröffentlichen. Als das Zubehör Sega Mega-CD am Markt floppte, strich Nintendo alle Pläne für ein vergleichbares Zubehör. Der Auflösungsvertrag mit Philips sah vor, dass Nintendo fünf Charaktere für Spiele auf dem Philips CD-i lizenziert. Diese Charaktere waren Link, Prinzessin Zelda und Ganon aus der Zelda-Reihe, sowie das Nintendo-Maskottchen Mario – alles Charaktere aus der Schöpfung Miyamotos. Die veröffentlichten Spiele nutzten zwar die damals sehr fortschrittlichen technischen Möglichkeiten, die mit dem erhöhten und günstigeren Speicherplatz einer CD-ROM einherkamen, wurden von der Presse allerdings als „unspielbare Verwandte der originalen Nintendo-Spiele“ zerrissen.
Nach dem großen Erfolg von Star Fox arbeitete Miyamoto an Super Mario All-Stars für das SNES, das alle vier Super Mario Bros. – Spiele des NES mit verbesserter Grafik und Sound enthielt. Miyamoto wird als Regisseur des Spiels genannt, obwohl nicht ganz klar ist, ob sich das auf seine Rolle in den ursprünglichen vier Spielen bezieht. Danach war er der Produzent von Yoshi’s Safari für das SNES, das von dem Zubehör Super Scope Gebrauch machen würde, und danach Kirby's Adventure, sein letztes NES-Spiel und sein einziger Kirby-Titel. Später veröffentlichte er Titel wie Donkey Kong auf dem Game Boy und Stunt Race FX auf dem SNES.
Als Nächstes arbeitete er an Super Mario World 2: Yoshi’s Island. Miyamoto wies sein Team an, für das Grafikdesign einen Stil zu wählen, der den Charakter von Pastellstiften aufwies. Dieser Stil konnte trotz der groben Auflösung des SNES im Spiel erhalten bleiben. Als Miyamoto sein Design präsentierte, genehmigte Nintendo es und die Entwicklung wurde fortgesetzt. In dieser Zeit entwickelte Rareware eine Fortsetzung von Miyamotos Donkey-Kong-Reihe, Donkey Kong Country, an der Miyamoto wegen seiner Arbeit an Yoshi's Island zwar nicht als Regisseur oder Produzent beteiligt war, jedoch laut Lead Artist Steve Mayles wesentliche Beiträge leistete.
Danach arbeitete Miyamoto an Mole Mania für den Game Boy. Super Mario RPG: Legend of the Seven Stars für das SNES war sein letztes Spiel für diese Konsole.
Schon 1990 begann er außerdem die Produktion eines neuartigen Spiels für den Game Boy, welches in zwei Ausgaben erscheinen sollte. Für den erfolgreichen und vollständigen Abschluss des Spiels mussten die Spiele mit dem Game Link Cable, einem Zubehör für den Game Boy, miteinander verbunden werden. Satoshi Tajiri hatte seine neuartige Spielidee dem Nintendo-Konzern vorgestellt, bei dem insektenähnliche Wesen in Kapseln gesammelt, über das Game Link Cable getauscht, oder im Kampf gegenübergestellt werden können. Kinderfreundlich war auch seine Idee, dass die Wesen nicht durch Spielerhandlungen sterben sollten. Zunächst waren die Vertreter des Nintendo-Konzerns skeptisch, befanden die Idee für zu ehrgeizig und konnten den Reiz des Spiels zuerst nicht erkennen. Miyamoto, selbst wie Tajiri ein Naturfreund, erkannte jedoch das Potenzial hinter der Idee und riet dem Konzern, das Projekt weiterzuverfolgen. Er selbst beriet Direktor Satoshi Tajiri und die anderen Entwickler Ken Sugimori und Junichi Masuda mit seiner Erfahrung im Spieldesign und der Spieleprogrammierung, insbesondere für den Game Boy.

### 1996–2001
1996 erschienen dann in Japan die von Miyamoto mit Tajiri, Sugimori und Masuda produzierten ersten Pokémon-Spiele, Rote und Grüne Edition, in zunächst kleiner Auflage, doch der Erfolg der bald ausverkauften Spiele in Japan überraschte den Nintendo-Konzern.
Nach seiner Arbeit an Pokémon beendete er seine Tätigkeit für den Game Boy und das SNES und bereitete sich auf das neue Nintendo 64 vor.
Miyamoto hatte seit Super Mario Bros. 3 auf dem NES bei keinem Spiel mehr Regie geführt – mit der neuen Konsole wurde Miyamoto jedoch Direktor des wichtigsten Spiels, das auf der Konsole veröffentlicht werden sollte: Super Mario 64. Miyamoto hatte jahrelang Konzepte für das Spiel entwickelt. Da aber das Konsolendesign im Entwicklungsprozess mehreren Änderungen unterworfen war, konnte Miyamoto erst kurz vor Bekanntgabe des Spiels Spezifikationen schreiben. Miyamoto arbeitete durch Star Fox erstmals an Polygonen und wollte ein ähnliches Spiel veröffentlichen, noch bevor das SNES obsolet wurde. Laut Miyamoto dauerte es insgesamt etwa fünf bis sechs Jahre, um das Spiel von seiner frühen Konzeption an fertigzustellen.
Bei der Veröffentlichung verkaufte sich das Spiel weltweit millionenfach und gilt bis heute als einer der prägendsten Videospieltitel.
Zur gleichen Zeit produzierte Miyamoto auch Titel wie Pilotwings 64, Mario Kart 64, Wave Race 64 und Star Fox 64 und betreute auch Yoshi’s Story. Star Fox 64 wurde ohne die Unterstützung der europäischen Entwickler des Originals erstellt, enthielt jedoch eine wichtige Neuerung, nämlich die Einbeziehung von Rumble-Feedback durch das Rumble Pak, ein Zubehör für den Controller des N64.
Miyamoto bestätigte, dass er für das Spiel lediglich das grundlegende Spieldesign festlegte und seinen Kollegen die Leitung überließ. Er erklärte, dass er mit dem Titel nicht vollkommen zufrieden war, aber er meinte, dass die Entwickler die Fähigkeiten des Nintendo 64 besser genutzt hätten als Super Mario 64. Ungefähr zu dieser Zeit wurde er in die Hall of Fame der Academy of Interactive Arts and Sciences aufgenommen.
Nach Star Fox 64 arbeitete Miyamoto an 1080° Snowboarding und F-Zero X für den Nintendo 64.
Als die Pokémon-Spiele, mit einer überarbeiteten zweiten Edition in blau, auch in den USA 1998 und in Europa 1999 veröffentlicht wurden, lösten sie die weltweite Pokémania aus und begründeten ein milliardenschweres Franchise, das inzwischen von der Pokémon Company, einem Joint-Venture zwischen Nintendo, Game Freak und Creatures Inc. geführt wird. Mit den Spielen Pokémon Stadium und Pokémon Stadium 2 1998 brachte Miyamoto, zusammen mit dem späteren Nintendo-Präsidenten Satoru Iwata, als Produzent auch erstmals die Pokémon der ersten und zweiten Generation in 3D auf den Fernseher.
Die Fortsetzung seiner Zelda-Reihe für das N64, The Legend of Zelda: Ocarina of Time, hat die Videospielbranche nachhaltig beeinflusst. Das Spiel war ursprünglich als Zelda 64 bekannt und ein Spiel mit einer Entwicklungsstruktur, welche mehrere Regisseure für seine einzelnen Segmente vorsah. Miyamoto war der Produzent. Insgesamt gab es für das Spiel etwa vier Co-Direktoren mit eigenen Verantwortlichkeiten. Miyamoto veränderte verschiedene Aspekte des Spiels und hatte die Idee, dass Link im Spiel erstmals ein Pferd mit dem Namen Epona reiten könnte, das er zuvor aus den Händen eines Pferdezüchters befreien würde. Bis zum Erscheinen von Breath of the Wild 2017 blieb Ocarina of Time das erfolgreichste Spiel der Serie und das von der Kritik am meisten gefeierte. Zusammen mit Majora's Mask gehört Ocarina of Time zu den wenigen Zelda-Spielen, die bis heute kein Remake erfahren haben bzw. nur in ihrer Originalfassung wiederveröffentlicht wurden.
1998 kehrte Miyamoto auch noch einmal zum Game Boy zurück. Eine dritte Pokémon-Edition sollte entwickelt werden, die Gelbe Edition, die mehr auf der Handlung des Animes basiert und das Pikachu des Spielers, das mittels Sprachausgabe seinen Namen sagen kann, in den Mittelpunkt stellt. Die von Miyamoto produzierten Pokémon-Spiele wurden später als Feuerrote und Blattgrüne Edition für den Game Boy Advance 2004, sowie als Pokémon Let's Go, Pikachu und Let's Go, Evoli für die Nintendo Switch 2018 neu aufgelegt.
1999 produzierte er zusammen mit Iwata das Safari-Spiel Pokémon Snap, in welchem die Pokémon in freier Wildbahn fotografiert werden konnten. Das Spiel beinhaltete 63 der originalen 151 Pokémon und war eigentlich wie Ocarina of Time und Donkey Kong 64 zur Veröffentlichung auf dem 64DD vorgesehen, ein frühes Nintendo-Zubehör, das mittels Spieldisketten kostengünstigen Speicherplatz bot und die Konsole mit dem Internet verbinden sollte. Das Zubehör wurde außerhalb Japans nie veröffentlicht und die Spiele ausschließlich als Module für den N64 verkauft.
Der Erfolg von Ocarina of Time inspirierte eine Fortsetzung im Jahr 2000 mit dem Titel The Legend of Zelda: Majora’s Mask. Dies war das erste Spiel in der Serie, das vollständig von Eiji Aonuma geleitet wurde. Aonuma hat zuvor bereits die Entwicklung von Ocarina of Time geleitet. Andere Spiele dieser Zeit waren Titel wie die Fortsetzung F-Zero X (zusammen mit dem Expansion Kit, das nur in Japan für den 64DD erschien), Mario Artist für den Nintendo 64DD, einem Malspiel, der Multiplayer-Spielesammlung Mario Partydas Kampfspiel Super Smash Bros. und das innovative 2D-3D-Rollenspiel Paper Mario.
Für den Game Boy Color leitete er die Entwicklung eines weiteren Zelda-Spiels, das von Nintendo zusammen mit Capcom entwickelt wurde. Inspiriert von der Verbindung zweier Spiele zu ihrer Vervollständigung, wie sie bei Pokémon eingeführt wurde, schuf er mit seinem Team die Spiele Oracle of Seasons und Oracle of Ages, die voneinander unabhängige Geschichten über die beiden Orakel Din und Nayru erzählen, aber jeweils nacheinander als Fortsetzung gespielt werden können. Die Verbindung der Spiele erfolgt punktuell durch Passwörter, mit denen sowohl Geheimnisse zwischen den Spielen ausgetauscht, aber auch der übertragbare Teil eines Spielstands verschlüsselt werden kann. Ursprünglich sollte das Spiel als Trilogie erscheinen. Allerdings erwiesen sich die Kombinationsmöglichkeiten von drei Spielständen, die in beliebiger Reihenfolge nacheinander gespielt und mit einem Passwort ausgetauscht werden können, als zu komplex, sodass die Geschichte um das dritte Orakel, Farore, gestrichen werden musste.
Währenddessen stand die Nintendo-64-Ära kurz vor ihrem Ende und eine neue sollte beginnen.

### 2001–2004
Um sicherzustellen, dass der GameCube von Beginn an erfolgreich sein würde, sollte Miyamoto einen neuen und einzigartigen Titel entwickeln. Er und ein Team von Nintendo-Veteranen präsentierten zunächst eine Tech-Demo mit dem Titel „Mario 128“, die auf einer Pressekonferenz gezeigt werden sollte. Die Software sollte die Möglichkeiten des GameCubes demonstrieren. Yoshiaki Koizumi leitete die Entwicklung eines Minispiels, das bis zu 128 verschiedene, voneinander unabhängige 3D-Marios auf einer Plattform erzeugte und anschließend die Plattform verformte. Der Spieler kontrollierte sowohl einzelne Spielfiguren als auch die Plattform. Die Marios reagierten flüssig und physikalisch korrekt. Der Code des Minispiels diente später mehreren Videospielen als Vorlage.
Das erste Spiel, das von der Demonstration technisch beeinflusst werden sollte, war das von Miyamoto erdachte Spiel Pikmin, zu dem er sich von der Beobachtung eines Ameisenhaufens in seinem Garten inspirieren ließ. Bis zu 100 Pikmins konnten vom Spieler gesteuert werden. 2004 erschien die Fortsetzung Pikmin 2. Das Spielkonzept war so neuartig, dass es kein Genre für das Spiel gibt.
Andere Spiele, die Miyamoto zu dieser Zeit produzierte, waren Super Mario Advance und Mario Kart: Super Circuit für den neuen Game Boy Advance und für den GameCube der Launch-Titel Luigi’s Mansion, Wave Race: Blue Storm und Super Smash Bros. Melee. Im nächsten Jahr hatte er großen Einfluss auf Eternal Darkness: Sanity’s Requiem, ein in Amerika hergestelltes Spiel. In Doshin the Giant wollte Miyamoto die Spieler auf Kugeln herumlaufen lassen; eine Idee, auf die er in Mario 128 gekommen war.
Miyamoto war Produzent von Metroid Prime und überzeugte Retro Studios, das Spiel zu einem First-Person-Spiel zu machen, obwohl sie ein Third-Person-Spiel entwickeln wollten. Miyamoto stellte die Entwickler außerdem vor die Herausforderung, den Übergang von Samus Aran in ihren Morph Ball-Modus nahtlos zu gestalten, da sie sonst nicht die Rechte für Metroid erhalten würden. Den Entwicklern gelang es, die Herausforderung zu meistern und sie entwickelten eines der am meisten gelobten Spiele des Jahres. Dies war das erste Metroid-Spiel, bei dem Miyamoto in den Credits erwähnt wurde.
Ebenfalls 2002 wurde Super Mario Sunshine veröffentlicht, der zu dem Konzept des 3D-Plattformers das neuartige Spielkonzept hinzufügte, die Spielwelt verändern zu können. Miyamoto arbeitete als Produzent auch an Yoshi’s Island: Super Mario Advance 3 und Star Fox Adventures. Bei Star Fox Adventures gab er zu, obwohl er als Produzent genannt wurde, dass er nicht am Spiel beteiligt war. Star Fox Adventures war das letzte Spiel von Rare auf einer Nintendo-Konsole.
Im Jahr 2003 veröffentlichte Nintendo The Legend of Zelda: The Wind Waker für den GameCube, dessen Neuerung eine vergleichsweise zeitlose, jedoch auch kindlicher wirkende Cel-Shading-Grafik war, da der Wind in dem Spiel eine Hauptrolle spielen sollte und zu diesem Zweck für den Spieler sichtbar sein musste. Der seit Wind Waker eingeführte grafische Stil wurde zum Markenzeichen für die Zelda-Reihe in dieser Zeit und wurde auch für die GBA-Spiele Four Swords (2002) und The Minish Cap (2004) sowie für die NDS-Spiele Phantom Hourglass (2007) und Spirit Tracks (2009) beibehalten, die er ebenfalls produzierte.
Eiji Aonuma war erneut Regisseur, während Miyamoto als Produzent beteiligt war. Ebenfalls im Jahr 2003 wurde F-Zero GX für den GameCube veröffentlicht, eine Zusammenarbeit zwischen Nintendo und dem ehemaligen Konkurrenten Sega, der den Konsolenmarkt inzwischen aufgegeben hatte und ein reiner Spieleentwickler wurde. Mario Golf: Toadstool Tour, Mario Kart: Double Dash!!, Mario & Luigi: Superstar-Saga waren Titel, bei denen Miyamoto im Abspann erwähnt wurde.
Giftpia für den GameCube wurde dieses Jahr mit Miyamotos Namen im Abspann veröffentlicht. Er war der Meinung, dass das Spiel viel besser sein könnte, wenn der Regisseur Kenichi Nishi mehr wollte, anstatt sich nur an die Norm zu halten.
Ein weiteres Zelda-Spiel namens The Legend of Zelda: Four Swords Adventures für den GameCube wurde ebenfalls in diesem Jahr veröffentlicht. Zum Entsetzen des Produzenten Miyamoto und seines Kollegen Aonuma sowie den Entwicklern wurde es zum am schlechtesten verkauften Spiel der Serie. Die große Neuerung war, dass vier Game-Boy-Advance-Spieler ihre Konsole mit dem GameCube verbinden konnten, um dann mit dem GBA als Controller gemeinsam das Spiel zu spielen. Dabei zeigte der Controller zusätzliche Spieldaten an. Der Game Boy Advance, der für 2D-Spiele entwickelt wurde, ließ sich jedoch schlecht für die Steuerung eines 3D-Spiels einsetzen, sodass das Spielkonzept sich auf die Möglichkeiten des Controllers beschränken musste. Ergebnis dieser Einschränkung war, dass das Spiel auf dem GameCube in der sonst für den GBA üblichen 2D-Pixelgrafik präsentiert wurde, die aber für einige Beobachter unangemessen mit den weichen 3D-Effekten des GameCubes vermischt wurden. Außerdem erforderte das Spiel vier Besitzer eines Game Boy Advance mit dem zugehörigen Link-Kabel. Trotz der guten Kritiken für das Spiel konnte das Konzept die Spieler nicht überzeugen und Miyamoto zeigte sich das ganze Jahr über enttäuscht über die Reaktionen auf das Spiel.
Doch auch hier zeigte sich der Nachhall, den Miyamotos Innovationsgeist in der Industrie finden sollte: das Konzept, den Controller zur Anzeige zusätzlicher Spieldaten zu verwenden, sollte später für die Wii U zum Standard werden. Die Idee, mit zwei Bildschirmen zu spielen, wurde die Grundidee hinter dem Nintendo DS.
Pac-Man vs. wurde dieses Jahr auch als eines der wichtigsten GBA-zu-GameCube-Verbindungsspiele veröffentlicht. Es wurde auf der E3 in diesem Jahr präsentiert. Für Miyamoto war Pac-Man sein Lieblingsspiel, das nicht von Nintendo stammte – schließlich konnte er seine eigene Version davon erstellen. 2004 arbeitete Miyamoto an The Legend of Zelda: The Minish Cap, Metroid Prime 2: Echoes, Pikmin 2, Paper Mario: The Thousand-Year Door und Donkey Kong: Jungle Beat.

### Seit 2004
Die Absicht Nintendos war es ursprünglich, neben dem Game Boy, der dem Konzern so viele Einnahmen bescherte und zu einem Sinnbild der 90er Jahre geworden ist, eine zweite neue Handheld-Konsole einzuführen. Jedoch etablierte sich der 2004 vorgestellte Nintendo DS am Markt rasch als Nachfolger der als technisch überholt geltenden Game-Boy-Plattform. Er übernahm das Konzept, das zuvor in Four Swords Adventures ausprobiert worden war, das Spiel mit zwei Bildschirmen zu spielen, als Grundidee. Dabei wurde der untere Bildschirm ein Touchscreen, der zusätzlich zur Steuerung verwendet werden konnte. Das eingebaute Mikrofon wurde von Spielen später selten genutzt. Die Grafikfähigkeiten des Handhelds überstiegen die Fähigkeiten des stationären N64, der nur acht Jahre zuvor erschienen war.
Miyamoto arbeitete mit den Hardware-Entwicklern zusammen und produzierte den primären Launch-Titel Super Mario 64 DS; außerdem auch Mario Kart DS und Nintendogs, das er aufgrund seiner zunehmenden Freude an seinem Hund erschuf. Weitere Spiele für den DS, an denen er arbeitete, waren Mario vs. Donkey Kong 2: March of the Minis und New Super Mario Bros. Als Generalproduzent, der die Gesamtaufsicht über die Entwicklung innehatte, war er sowohl an The Legend of Zelda: Phantom Hourglass als auch an The Legend of Zelda: Spirit Tracks beteiligt. Für das Spiel konnten technische Synergien genutzt werden, da beide Spiele die gleiche Engine benutzten.
Bald sollte Nintendo auch den GameCube mit der neuen Wii ablösen. Die ersten Spiele dieser Konsole waren Wii Sports und The Legend of Zelda: Twilight Princess, das zeitgleich auch als letztes Zelda-Spiel und eines der letzten Spiele überhaupt für den Nintendo GameCube erschien. Für diesen Titel blieb es bei der üblichen Arbeitsaufteilung zwischen Miyamoto und Aonuma. Miyamoto wird oft nachgesagt, dass er „den Teetisch auf den Kopf stellt“, was bedeutet, dass er mitten in der Entwicklung entscheiden kann, dass etwas geändert wird. In Twilight Princess meinte Miyamoto, dass er den Teetisch nicht umgedreht, sondern nur neu arrangiert habe. Das Spiel präsentierte Zelda erstmals in einer realistischer wirkenden 3D-Grafik, bei der wieder mehr Texturen und weniger Shading verwendet wurde. Die Dekade der Zelda-Spiele im Cel Shading-Look, die mit Wind Waker begann, ging zu Ende.
Miyamoto meinte zur ursprünglichen Idee des Spiels: „Eigentlich war Link die ganze Zeit eine Frau“. Als Eiji Aonuma ihm von seiner Wolf-Link-Idee erzählte, meinte er: „Es ist viel schwieriger, ein vierbeiniges Tier zu schaffen, als einen zweibeinigen Menschen“. Er bezog sich damit auf die Verwandlung von Link in seine Wolfsgestalt. Miyamoto gewöhnte sich schließlich an die Idee und schlug vor, eine Figur auf dem Rücken von Wolf Link reiten zu lassen, wodurch die Figur Midna geschaffen wurde. Das Entwicklungsteam bekam weitere Zeit und das Spiel wurde nach seiner Veröffentlichung von mehreren Medien zum Spiel des Jahres ernannt.
Nach Twilight Princess betreute Miyamoto Super Paper Mario und Mario Strikers Charged. Er war jedoch auch Teil des Teams von Metroid Prime 3: Corruption, das seiner Meinung nach der beste Teil der Serie war. Dann kam Super Mario Galaxy. Bei diesem von Nintendo EAD Tokyo entwickelten Wii-Titel (Donkey Kong Jungle Beat) war Yoshiaki Koizumi Regisseur. Miyamoto entwickelte das Spielkonzept von Sphären und Schwerkraft, doch Nintendo-Präsident Satoru Iwata und der Regisseur konnten zunächst nicht verstehen, wie das Konzept dem Spiel nützen würden, bis ein Prototyp erstellt wurde. Auch einige der Teammitglieder ließen neuartige Einfälle in das Spiel einfließen. Super Mario Galaxy wurde zum am besten bewerteten Spiel des Jahres und ist bis heute das am dritthöchsten bewertete Videospiel.
Nach Galaxy arbeitete Miyamoto an Spielen wie dem Sega-Crossover Mario & Sonic bei den Olympischen Spielen, Super Smash Bros. Brawl, Mario Kart Wii und Punch-Out!! für die Wii. Link's Crossbow Training wurde mit seiner Beteiligung als Beilage für das Zubehör Wii Zapper entwickelt, doch während das Spiel gute Kritiken erhielt, beurteilten einige das Hardwarezubehör beim Spielen als hinderlich. Miyamoto entwickelte zwei neue Spiele der Wii-Serie, darunter Wii Fit, das aufgrund seines Interesses an der Gewichtsmessung entstand, und Wii Music.
Das von ihm produzierte Zelda-Spiel Skyward Sword fand zu einer Mischung aus 3D-Grafik und Zeichentrick-Ästhetik zurück, orientierte sich aber mehr am Look von westlichen Trickfilmen. Dem vergleichsweise düsteren Charakter mit hohen Kontrasten aus Twilight Princess würde im neuen Zelda-Spiel noch einmal eine heitere Abenteuerwelt entgegengesetzt werden. Skyward Sword wurde von der Kritik über alle Maßen gelobt und mit dem mehr als 13 Jahre älteren Ocarina of Time verglichen. Skyward Sword ist das letzte Zelda-Spiel, das von Miyamoto produziert wurde.
Er war an vielen Programmen beteiligt, die Nintendo veröffentlichte. Auf der E3 2014 gab Miyamoto bekannt, dass er die Entwicklung von Star Fox Zero leitete und zwei Tech-Demos für Wii U zusammenstellte: Project Guard und Project Giant Robot.
Nach Iwatas Tod im Jahr 2015 übernahmen er und Genyo Takeda in der Übergangszeit bis zur Wahl eines neuen Präsidenten die Position eines repräsentierenden Direktors. Er trat einige Male öffentlich auf, darunter bei der Veröffentlichung von Pokémon Go.
Am 16. September 2015 endete seine Zeit als Leiter der Kreativ-Abteilung EAD, der er seit ihrer Gründung vorstand, mit der Auflösung der Abteilung im Rahmen einer internen Umstrukturierung. Für ihn schuf Nintendo den Titel des Creative Fellow. Laut dem Konzern ist ein Fellow „eine Person aus der Mitte der Repräsentierenden Direktoren mit fortgeschrittenem Wissen und umfangreicher Erfahrung, mit der Verantwortung, Rat und Führung in Fragen organisatorischer Unternehmungen in einem Spezialgebiet anzubieten“. Genyo Takeda, der in der Technik-Abteilung IRD die gleiche Position innehatte wie Miyamoto in der Kreativ-Abteilung und nach Iwatas Tod parallel zu Miyamoto repräsentierender Direktor war, wurde Technology Fellow.
Miyamoto überwachte in seiner neuen Position nun die Spieleentwicklung und kümmerte sich abseits der Unterhaltungselektronik um weitere Projekte wie der Produktion des Super Mario Bros. Film von Illumination, sowie die Zusammenarbeit mit den Universal Studios für die Entwicklung der Themenparks der Super Nintendo World-Reihe. Außerdem präsentierte er für Nintendo einige Male die Nintendo Direct, eine audiovisuelle Übertragung von Ankündigungen aus dem Nintendo-Konzern.

## Besonderheiten und Stil
Miyamotos Stil zeichnet sich durch seinen reichhaltigen Erfahrungs- und Erinnerungsschatz aus seiner Jugend und aus Naturbeobachtungen aus. Ebenfalls inspirierten ihn Filme, wobei er seine Fähigkeiten zur Dramaturgie schon im Kindesalter beim Puppentheater bilden konnte.
Der in vielen Mario-Spielen vorkommende Kettenhund, der ebenfalls auch einen Gastauftritt in Link's Awakening hatte, beruht auf einer Kindheitserinnerung an einen Nachbarshund. Ebenfalls aus seiner Kindheit stammt die Idee für die Zelda-Reihe, als er sich das erste Mal traute, in eine Höhle in der Nähe seines Heimatortes zu steigen. Das Spiel Pikmin, das sich bis heute jeder Einordnung in ein Genre entzieht, wurde von seiner Beobachtung einer Ameisenkolonie in seinem Garten inspiriert. Eine Badezimmerwaage inspirierte ihn zu Wii Fit und der Besuch eines Hundetrainingskurses für seinen Shetland Sheepdog brachte ihn auf die Idee zu Nintendogs.
Miyamoto vermag es auch, Beobachtungen von naturwissenschaftlichen Zusammenhängen in seine Spiele unterhaltsam einzubauen, beispielsweise von Sphären und Schwerkraft im Spiel Super Mario Galaxy. Erst durch die Umsetzung eines Prototyps wurden seine Ideen auch Nintendo-Präsident Iwata und dem für das Spiel eigentlich zuständigen Regisseur Koizumi begreiflich.
Laut eigenen Aussagen sind viele seiner Spiele auch von deutschen Einflüssen geprägt. Als Beispiel nennt er die Architektur. So seien Schlösser in seinen Spielen deutschen Schlössern nachempfunden.

## Spiele mit seiner Beteiligung

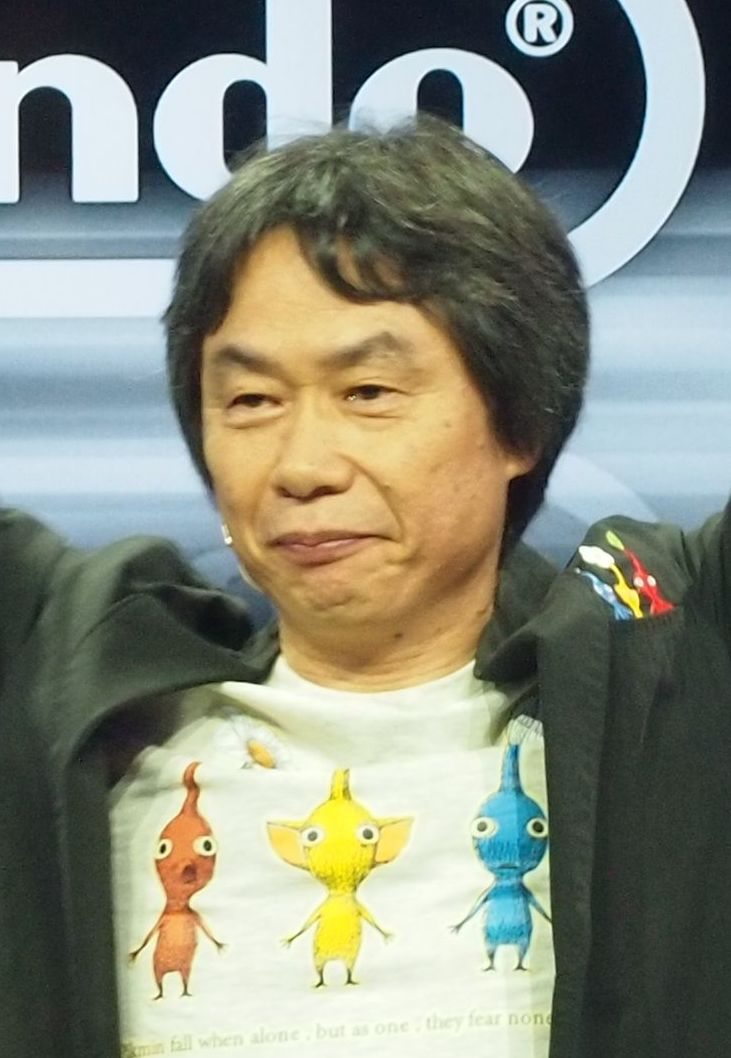
Miyamoto auf der E3 2013

| Spiel                                                 | Jahr      | Konsole                 | Miyamotos Rolle          |
| ----------------------------------------------------- | --------- | ----------------------- | ------------------------ |
| Radar Scope                                           | 1980      | Arcade                  | Gehäuse-Artwork          |
| Donkey Kong                                           | 1981      | Arcade                  | Director                 |
| Donkey Kong Jr.                                       | 1982      | Arcade                  | Director                 |
| Mario Bros.                                           | 1983      | Arcade                  | Designer                 |
| Devil World                                           | 1984      | Famicom/NES             | Designer                 |
| Donkey Kong 3                                         | 1984      | Arcade                  | Director                 |
| Ice Climber                                           | 1985      | Famicom/NES             | Producer                 |
| Super Mario Bros.                                     | 1985      | Famicom/NES             | Director                 |
| Super Mario Bros. The Lost Levels                     | 1986      | Famicom                 | Director                 |
| The Legend of Zelda                                   | 1986      | Famicom/NES             | Producer/Director        |
| Yume Kōjō: Doki Doki Panic                            | 1987      | Famicom                 | Producer                 |
| Zelda II: The Adventure of Link                       | 1987      | Famicom/NES             | Producer                 |
| Super Mario Bros. 2 (Super Mario USA)                 | 1988      | Famicom/NES             | Director                 |
| The Legend of Zelda: Game & Watch                     | 1989      | Game & Watch            | Auftraggeber             |
| Mother                                                | 1989      | Famicom/NES             | Producer                 |
| Super Mario Bros. 3                                   | 1988/1990 | Famicom/NES             | Director                 |
| F-Zero                                                | 1990/1991 | Super Famicom/Super NES | Producer                 |
| Super Mario World                                     | 1990/1991 | Super Famicom/Super NES | Producer                 |
| The Legend of Zelda: A Link to the Past               | 1991/1992 | Super Famicom/Super NES | Producer                 |
| Super Mario Kart                                      | 1992      | Super Famicom/Super NES | Producer                 |
| Mario Paint                                           | 1992      | Super Famicom/Super NES | Producer                 |
| Wave Race                                             | 1992      | Game Boy                | Producer                 |
| The Legend of Zelda: Link’s Awakening                 | 1993      | Game Boy                | Producer                 |
| Star Fox                                              | 1993      | Super Famicom/Super NES | Producer                 |
| Super Mario All-Stars                                 | 1993      | Super Famicom/Super NES | Producer/Director        |
| Yoshi’s Safari                                        | 1993      | Super Famicom/Super NES | Producer                 |
| Donkey Kong                                           | 1994      | Game Boy                | Producer                 |
| Mother 2 (EarthBound)                                 | 1994/1995 | Super Famicom/Super NES | Producer                 |
| Super Mario World 2: Yoshi’s Island                   | 1995      | Super Famicom/Super NES | Producer                 |
| Super Mario RPG: Legend of the Seven Stars            | 1996/1997 | Super Famicom/Super NES | Producer                 |
| Super Mario 64                                        | 1996/1997 | Nintendo 64             | Producer/Director        |
| Wave Race 64                                          | 1996/1997 | Nintendo 64             | Producer                 |
| Mario Kart 64                                         | 1996/1997 | Nintendo 64             | Producer                 |
| Star Fox 64                                           | 1997      | Nintendo 64             | Producer                 |
| Yoshi’s Story                                         | 1997/1998 | Nintendo 64             | Supervising Producer     |
| 1080° Snowboarding                                    | 1998      | Nintendo 64             | Producer                 |
| F-Zero X                                              | 1998      | Nintendo 64             | Producer                 |
| The Legend of Zelda: Ocarina of Time                  | 1998      | Nintendo 64             | Producer/Supervisor      |
| F-Zero Expansion Kit                                  | 1999      | Nintendo 64DD           | Producer                 |
| Mario Artist                                          | 1999      | Nintendo 64DD           | Producer/Director        |
| Super Smash Bros.                                     | 1999      | Nintendo 64             | Producer                 |
| The Legend of Zelda: Majora’s Mask                    | 2000      | Nintendo 64             | Producer/Supervisor      |
| Paper Mario                                           | 2001      | Nintendo 64             | Producer                 |
| Super Mario Advance                                   | 2001      | Game Boy Advance        | Producer                 |
| The Legend of Zelda: Oracle of Seasons                | 2001      | Game Boy Color          | Producer                 |
| The Legend of Zelda: Oracle of Ages                   | 2001      | Game Boy Color          | Producer                 |
| Wario Land 4                                          | 2001      | Game Boy Advance        | Producer                 |
| Luigi’s Mansion                                       | 2001      | GameCube                | Producer                 |
| Wave Race: Blue Storm                                 | 2001      | GameCube                | Producer                 |
| Mario Kart: Super Circuit                             | 2001      | Game Boy Advance        | Producer                 |
| Pikmin                                                | 2001      | GameCube                | Producer                 |
| Super Smash Bros. Melee                               | 2001      | GameCube                | Producer                 |
| Super Mario World: Super Mario Advance 2              | 2002      | Game Boy Advance        | Producer                 |
| Doshin the Giant                                      | 2002      | GameCube                | Producer                 |
| Super Mario Sunshine                                  | 2002      | GameCube                | Producer                 |
| Yoshi’s Island: Super Mario Advance 3                 | 2002      | Game Boy Advance        | Producer                 |
| Metroid Prime                                         | 2002      | GameCube                | Producer                 |
| Eternal Darkness: Sanity’s Requiem                    | 2002      | Gamecube                | Ratgeber                 |
| The Legend of Zelda: The Wind Waker                   | 2003      | GameCube                | Producer                 |
| The Legend of Zelda: Ocarina of Time Master Quest     | 1998/2003 | GameCube                | Producer                 |
| F-Zero GX                                             | 2003      | GameCube                | Producer                 |
| Mario Golf Toadstool Tour                             | 2003      | GameCube                | Supervisor               |
| Donkey Konga                                          | 2003      | GameCube                | Supervisor               |
| The Legend of Zelda: Four Swords                      | 2003      | Game Boy Advance        | Producer                 |
| Mario & Luigi: Superstar Saga                         | 2003      | Game Boy Advance        | Producer                 |
| Donkey Kong Country                                   | 2003      | Game Boy Advance        | Producer                 |
| Metroid Prime 2: Echoes                               | 2004      | GameCube                | Producer                 |
| Pikmin 2                                              | 2004      | GameCube                | Producer                 |
| Paper Mario: The Thousand-Year Door                   | 2004      | GameCube                | Producer                 |
| Donkey Kong Jungle Beat                               | 2004      | GameCube                | General Producer         |
| The Legend of Zelda: The Minish Cap                   | 2004      | Game Boy Advance        | Producer                 |
| Donkey Kong Country 2: Diddy’s Kong Quest             | 2004      | Game Boy Advance        | Producer                 |
| Super Mario 64 DS                                     | 2005      | DS                      | Producer                 |
| Mario Kart DS                                         | 2005      | DS                      | General Producer         |
| The Legend of Zelda: Four Swords Adventures           | 2005      | GameCube                | Producer                 |
| Star Fox: Assault                                     | 2005      | GameCube                | Producer                 |
| Nintendogs                                            | 2005      | DS                      | Producer                 |
| The Legend of Zelda: Twilight Princess                | 2006      | GameCube & Wii          | Producer                 |
| Super Paper Mario                                     | 2007      | Wii                     | Producer                 |
| The Legend of Zelda: Phantom Hourglass                | 2007      | DS                      | General Producer         |
| Super Mario Galaxy                                    | 2007      | Wii                     | Producer                 |
| Mario & Sonic bei den Olympischen Spielen             | 2007/2008 | Wii/DS                  | Senior Producer          |
| Mario Kart Wii                                        | 2008      | Wii                     | General Producer         |
| Mario Kart Wii Kanal                                  | 2008      | Wii                     | General Producer         |
| Wii Fit                                               | 2008      | Wii                     | Ideengeber               |
| Wii Fit Kanal                                         | 2008      | Wii                     | Ideengeber               |
| Super Smash Bros. Brawl                               | 2008      | Wii                     | Producer                 |
| Wii Music                                             | 2008      | Wii                     | General Producer         |
| New Play Control! Pikmin / New Play Control! Pikmin 2 | 2008/2009 | Wii                     | Supervisor               |
| Wii Fit Plus                                          | 2009      | Wii                     | Ideengeber               |
| Wii Sports Resort                                     | 2009      | Wii                     | Senior Producer          |
| New Super Mario Bros. Wii                             | 2009      | Wii                     | General Producer         |
| The Legend of Zelda: Spirit Tracks                    | 2009      | DS                      | General Producer         |
| Super Mario Galaxy 2                                  | 2010      | Wii                     | Producer                 |
| The Legend of Zelda: Skyward Sword                    | 2011      | Wii                     | Producer                 |
| The Legend of Zelda: Ocarina of Time 3D               | 2011      | 3DS                     | Producer                 |
| New Super Mario Bros. U                               | 2012      | Wii U                   | General Producer         |
| Pikmin 3                                              | 2013      | Wii U                   | Producer                 |
| Star Fox Zero                                         | 2015      | Wii U                   | Supervisor Producer      |
| Super Mario Run                                       | 2016/2017 | Smartphone              | Producer                 |
| The Legend of Zelda: Breath of the Wild               | 2017      | Wii U/Nintendo Switch   | Producer/Supervisor      |
| Super Mario Odyssey                                   | 2017      | Nintendo Switch         | Producer                 |
| Starlink: Battle for Atlas                            | 2018      | Nintendo Switch         | Supervisor               |
| Super Smash Bros. Ultimate                            | 2018      | Nintendo Switch         | Original Game Supervisor |
| Mario & Luigi: Abenteuer Bowser + Bowser Jr.’s Reise  | 2018/2019 | Nintendo 3DS            | Supervisor               |
| Pikmin 3 Deluxe                                       | 2020      | Nintendo Switch         | General Producer         |
| Super Mario 3D World + Bowser’s Fury                  | 2021      | Nintendo Switch         | ?                        |
| Super Mario Bros. Wonder                              | 2023      | Nintendo Switch         | Supervisor               |